# آنری بوئریو
آنری بوئریو (فرانسوی: Henri Boério‎؛ زادهٔ ۱۳ ژوئن ۱۹۵۲) ژیمناست هنری اهل فرانسه است.